# 1887 w sztukach plastycznych
Wydarzenia w sztukach plastycznych i wizualnych w 1887 roku.

## Malarstwo

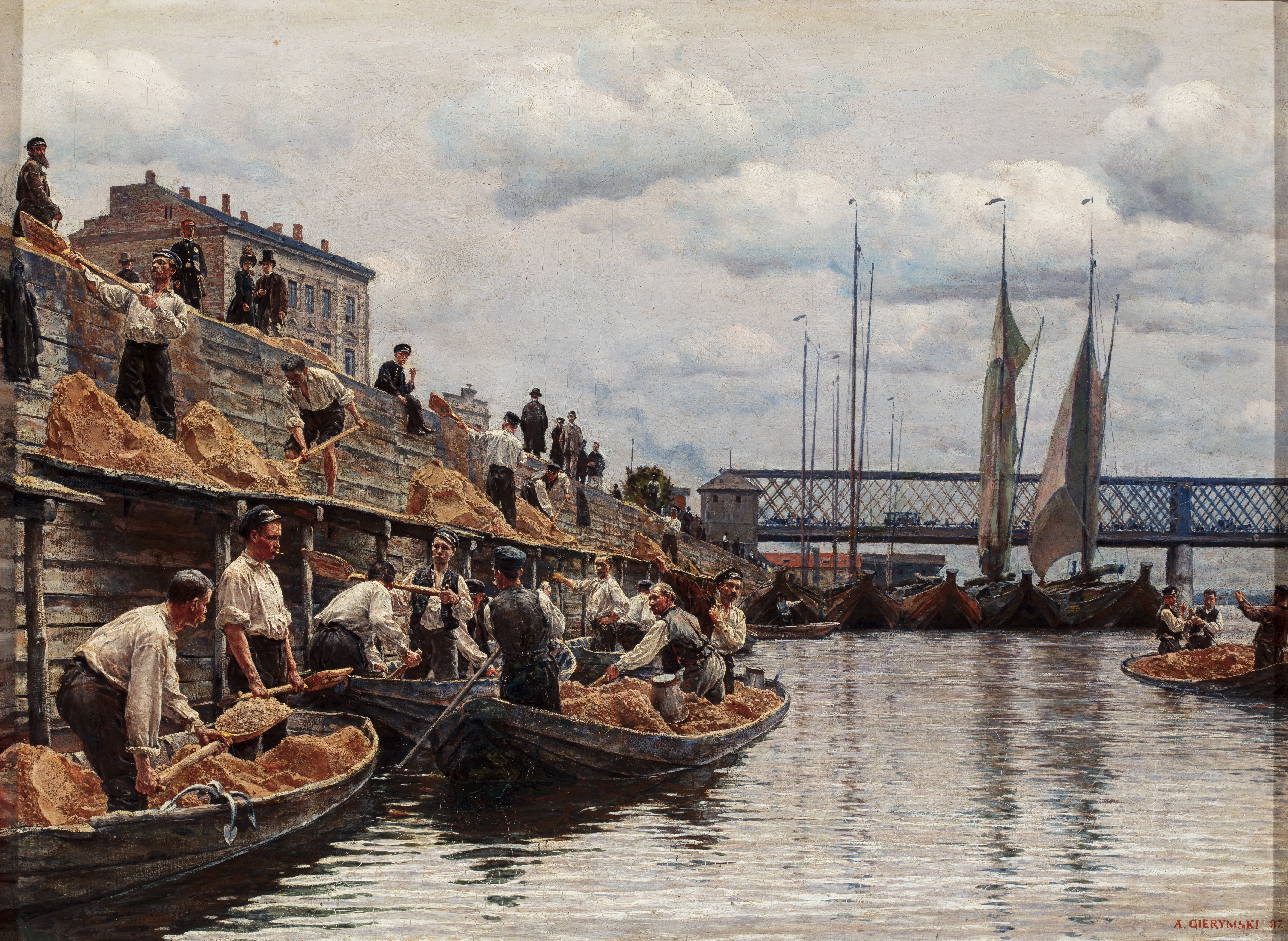
Aleksander Gierymski Piaskarze

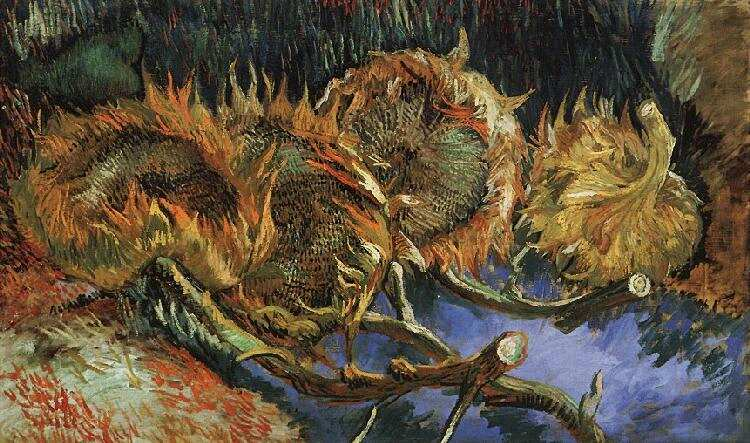
Vincent van Gogh Cztery ścięte słoneczniki

Anna Bilińska-Bohdanowiczowa Autoportret z paletą

- Tadeusz Ajdukiewicz

Modlitwa na pustyni – olej na płótnie, 142x202 cm
- Olga Boznańska

Żyd przy winie (Monachium) – olej na płótnie, 81,5×65 cm
- Anna Bilińska-Bohdanowiczowa

Autoportret z paletą – olej na płótnie, 117x90 cm
- Julian Fałat

Nagonka – akwarela na papierze, 14,6x39,2 cm
- Aleksander Gierymski

Piaskarze – olej na płótnie, 50x66 cm
- Vincent van Gogh

Siedząca kobieta w „Cafe du Tambourin” (luty-marzec, Paryż) – olej na płótnie, 55,5x46,5 cm
Martwa natura z butelką i cytrynami na talerzu (wiosna, Paryż) – olej na płótnie, 46,5x38,5 cm
Sekwana z mostem „Grande Jatte” (lato, Paryż) – olej na płótnie, 32x40,5 cm
Cztery słoneczniki (lato, Paryż) – olej na płótnie, 60x100 cm
Wazon z margaretkami i anemonami (lato, Paryż) – olej na płótnie, 61x38 cm
Seria japońska: Kwitnąca śliwa (wrzesień-październik, Paryż, według drzeworytu Hiroshige) – olej na płótnie, 55x46 cm
Seria japońska: Most w deszczu (wrzesień-październik, Paryż, według drzeworytu Hiroshige) – olej na płótnie, 73x54 cm
- Gustave Moreau

Jednorożec
- Władysław Podkowiński

Autoportret – olej na płótnie, 55,5×45 cm
- Georges Seurat

Pozująca dziewczyna
Café-concert
Le Pont de Corbevoie (1886–1887)

## Urodzeni
- 20 czerwca – Kurt Schwitters (zm. 1948), niemiecki artysta
- 6 lipca – Marc Chagall (zm. 1985), rosyjski malarz i grafik
- 16 lipca – Hans Arp (zm. 1966), francuski malarz, grafik, rzeźbiarz i poeta
- 28 lipca – Marcel Duchamp (zm. 1968), francuski dadaista i artysta konceptualny
- 15 sierpnia – Jean Rouppert (zm. 1979), francuski malarz i rzeźbiarz

## Zmarli
- 5 kwietnia – Zenon Brzozowski (ur. 1806), polski mecenas sztuki, ziemianin
- 19 sierpnia – Alvan Clark (ur. 1804), amerykański portrecista, astronom i producent teleskopów
- Giovanni Battista Amendola (ur. 1848), włoski rzeźbiarz i medalier